# Haradanahalli, Krishnarajanagara
Haradanahalli là một làng thuộc tehsil Krishnarajanagara, huyện Mysore, bang Karnataka, Ấn Độ.